# Brand, Vorarlberg
Brand är en ort och kommun i distriktet Bludenz i förbundslandet Vorarlberg i Österrike. I söder gränsar kommunen till Schweiz.